# Фёдоров, Фёдор Фёдорович (авиатор)
Фёдор Фёдорович Фёдоров (23 января 1920 — 25 марта 2004) — заместитель командира эскадрильи 629—го истребительного авиационного полка 102-й истребительной авиационной дивизии ПВО, старший лейтенант. Герой Советского Союза.

## Биография

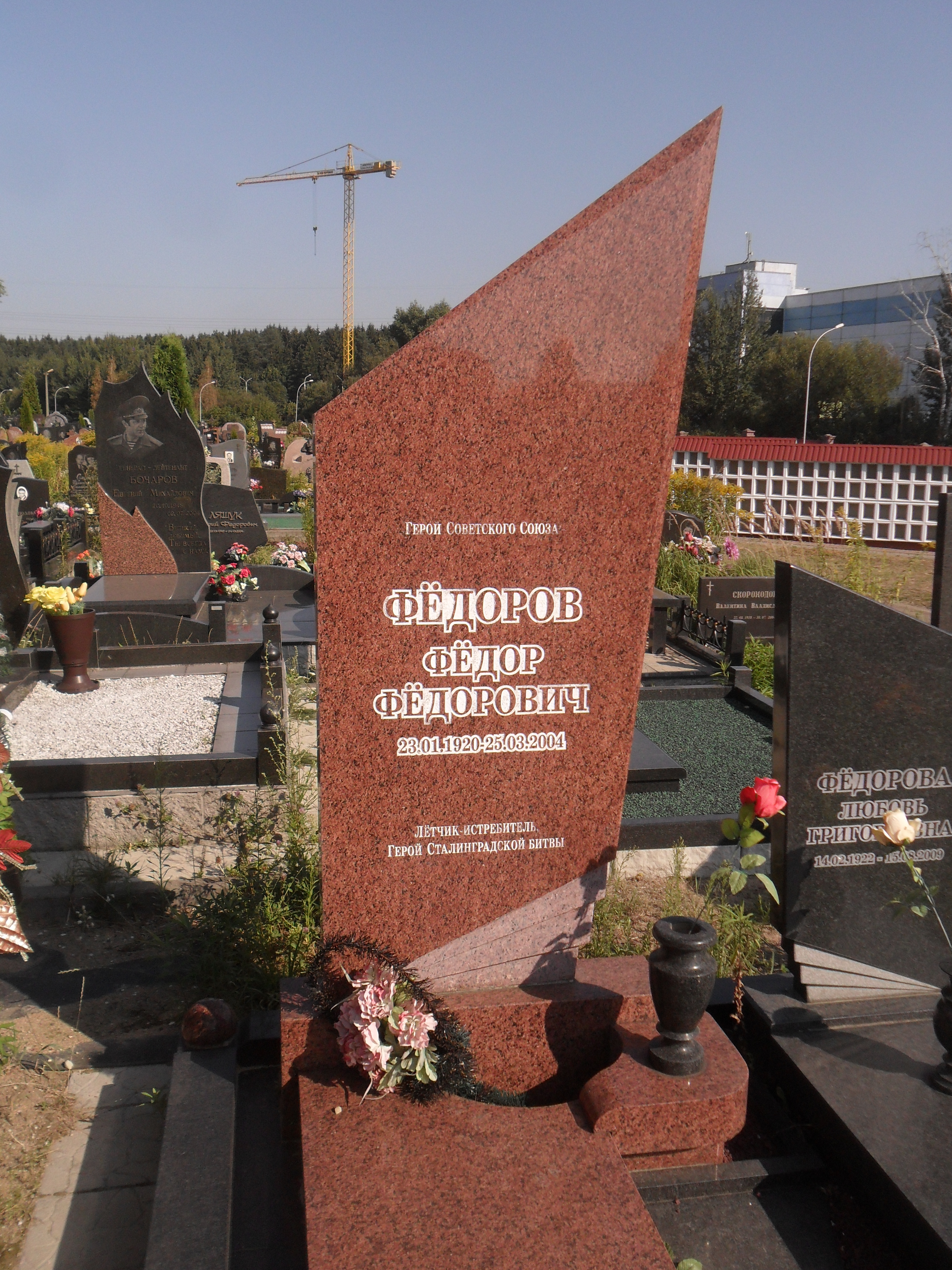
Могила Фёдорова на Восточном кладбище Минска

Родился 23 января 1920 года в посёлке Лозовая ныне Харьковской области Украины.
В Красной Армии с 1937 года. В 1940 году с отличием окончил Сталинградское военное авиационное училище. На фронте в Великую Отечественную войну с ноября 1941 года. 
К январю 1943 года заместитель командира эскадрильи 629-го истребительного авиационного полка (102-я истребительная авиационная дивизия, Войска ПВО страны) старший лейтенант Ф. Ф. Фёдоров совершил 170 боевых вылетов, провёл 39 воздушных боёв, сбил лично 8 и в группе 5 самолётов врага. Все победы одержал в ходе Сталинградской битвы. За эти подвиги представлен к званию Героя Советского Союза. 
8 февраля 1943 года за образцовое выполнение боевых заданий командования и проявленные при этом мужество и героизм старшему лейтенанту Фёдорову Фёдору Фёдоровичу присвоено звание Героя Советского Союза с вручением ордена Ленина и медали «Золотая Звезда».
К концу войны выполнил свыше 200 боевых вылетов, но более воздушных побед не одержал.
С 1947 года майор Фёдоров — в запасе, а затем в отставке. Жил в Минске. Скончался 25 марта 2004 года.

## Награды
Награждён 2-мя орденами Ленина (19.09.1942, 8.02.1943), 2-мя орденами Отечественной войны I степени (19.03.1943, 11.03.1985), многими медалями.
15 апреля 1999 года Указом Президента Республики Беларусь был награждён Орденом «За службу Родине» III степени.